# Доак, Рикки
Рикки Доак (англ. Rikki Doak; род. 27 октября 1998 года во Фредериктоне, Канада) — канадская шорт-трекистка, чемпионка мира 2025 года, 3-кратный призёр чемпионатов мира.

## Биография
Рикки Доак вслед за своим братом начала заниматься шорт-треком в возрасте 7-ми лет в родном городе Фредериктон. Доак представляла свою провинцию Нью-Брансуик на зимних играх 2015 года в Канаде в Принс-Джордже, завоевав серебряную медаль в женской эстафете. Позже провела год в Канадском региональном тренировочном центре (CRCE) в Монреале, прежде чем заслужила место в национальной команде в 2019 году. Она дебютировала в Кубке мира в сезоне 2019/20, показав три лучших результата на индивидуальных дистанциях.
Но пандемия коронавируса помешала ей в оптимальной форме выступить на мировом чемпионате. Только в сезоне 2021/22 Доак вновь стала участвовать за национальную команду. В ноябре 2022 года она выиграла свою первую индивидуальную медаль на этапе Кубка мира в Солт-Лейк-Сити на дистанции 500 м, выиграв бронзу. В том же сезоне выиграла ещё "бронзу" в беге на 500 м в Дордрехте, а также пять серебряных и две золотые медали в женской эстафете. В 2023 году на чемпионате мира в Сеуле она заняла 4-е место в забеге на 500 м и в эстафете завоевала свою первую бронзовую медаль. 
В сезоне 2023/24 на этапе Кубка мира в Монреале Рикки впервые выиграла 500-метровку. и также золото и серебро на Кубке мира в эстафете. На чемпионате мира в Роттердаме вновь стала бронзовым призёром в эстафете.

## Личная жизнь
Рикки Доак обучается на факультете делового администрирования Университета Конкордия.